# American Peace Award

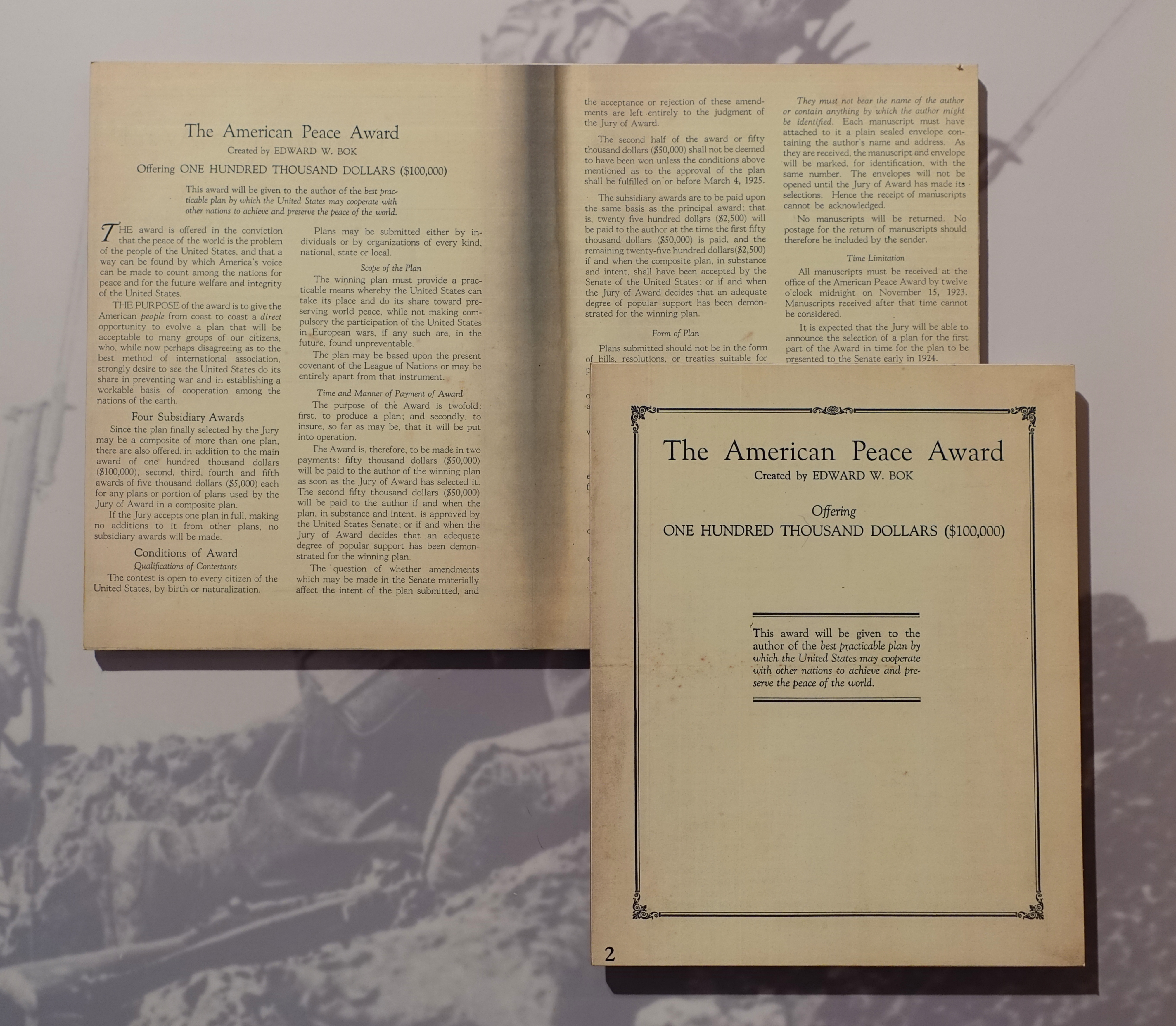
Американская премия мира, 1923 год

Американская премия мира (англ. American Peace Award) — премия, присуждаемая гражданам, работающим на благо мира во всём мире. Первая премия была единовременно присуждена в 1924 году. В 2008 году была возрождена группой художников.

## Премия мира 1924 года
В 1923 году издатель и публицист Эдуард Бок, считавший, что правительство Соединённых Штатов Америки не предпринимает инициатив по содействию миру во всём мире, учредил Американскую премию мира, которую должен был получить тот, кто предложит «лучший план, при помощи которого США сможет сотрудничать с другими странами для достижения и сохранения мира во всём мире». Первая половина премии, суммарно составлявшей 100 000 долларов США, присуждалась по решению жюри, а остальная — после одобрения сенатом США либо при массовой поддержке населением.
Инициатива привлекла внимание сената. Предложения представили тысячи американцев, в том числе свой вариант, состоявший в замене Лиги наций на новую организацию, готовил Франклин Рузвельт, который в итоге не опубликовал работу, так как одним из членов жюри стала его жена, Элеонора. Некоторые положения плана Рузвельта были использованы при создании Организации Объединённых Наций в 1945 году.
В феврале 1924 года премию получил доктор Чарльз Герберт Левермор, который предложил США присоединиться к Постоянной палате международного правосудия и расширить взаимодействие с Лигой наций.

## Современная премия мира
В 2008 году, как продолжение инициативы Эдварда Бока, была учреждена ежегодная Американская премия мира. Она присуждается американским гражданам или  гражданам иных стран, работающим на благо мира во всем мире. Победителя определяет комитет художников, которые передают получателю премии оригинальное произведение искусства.

### Получатели
- 2008 — Синди Шихан
- 2009 — Розалин Картер и Джимми Картер
- 2010 — Грег Мортенсон
- 2011 — Рой Буржуа